# 나응환
나응환(羅應煥, 1926년 5월 12일 ~ 2003년 9월 1일)은 대한민국의 독립운동가이다.
본관은 나주(羅州), 아명(兒名)은 나경식(羅景植), 호(號)는 산남(山南)이다.

## 생애

### 일생
평안북도 의주(平安北道 義州) 출생인 그는 어린 시절(만 6세)이던 1932년에 직계 일가족과 함께 경성부에 이주를 하였고 1945년 5월 중하순을 전후하여 대한광복군 제3지대에 입대하여 활동하였으며 중화민국 안후이 성 푸양에서 1945년 8월 15일 광복을 맞이하였고 이후 1945년 12월 대한광복군 중사 예편하였으며 그 후 1946년에서 1959년까지 한국독립당 상임위원 직을 13년간 지냈고 그 후 1988년에서 이듬해 1989년까지 1년간 신민주공화당 전임고문 직을 지냈다. 1963년과 1990년 각각 한 차례 씩으로 두 차례 서훈을 받은 그는 이후 1992년 5월을 전후한 시점에 자유중화민국 타이완 타이베이로 이주하여 지냈으며 그 후 타이베이에서 당뇨와 저혈압으로 투병하던 중 2003년 9월 1일 그곳에서 별세하였다.

### 정당 당원 이력
- 前 한국독립당 상임위원(1946년~1959년)
- 前 신민주공화당 전임고문(1988년~1989년)

### 서훈
대한민국 정부에서는 그의 공훈을 기리고자 1963년 8월 15일에 대한민국 대통령 표창장을, 1990년 3월 1일에 대한민국 건국훈장 애족장을 각각 수여하였다.